# Ragnar Granvik
Ragnar Ingemar Granvik, född 7 december 1910 i Terjärv, död där 10 oktober 1997, var en finländsk politiker och jordbrukare.
Granvik gjorde en insats i olika österbottniska regionala sammanhang och var ordförande i kommunfullmäktige i hemorten Terjärv 1954–1960 och 1965–1980. Han tillhörde den agrara flygeln inom Svenska folkpartiet och invaldes 1966 i riksdagen, där han satt fram till 1979. Åren 1976–1977 var han trafikminister. År 1978 erhöll han kommunalråds titel. År 1980 utgav han memoarboken Vallpojken till statsrådsborgen.
Granviks son Nils-Anders Granvik (född 1944) invaldes i riksdagen 1999 (SFP).